# جوي كوك
جوي كوك (بالإنجليزية: Joey Cook)‏ هي مغنية مؤلفة أمريكية، ولدت في 30 مارس 1991.

## وصلات خارجية
- جوزيف كوك على موقع ميوزك برينز (الإنجليزية)